# 岡谷市文化会館
岡谷市文化会館（おかやしぶんかかいかん）は、長野県岡谷市にある多目的ホール。愛称はカノラホール（Canora Hall）。「カノラ」とはラテン語で「高らかに響き渡る」という意味を持つ。
同市出身の声楽家の吉江忠男が名誉館長となっている。

## 概要
岡谷市が「岡谷市文化会館条例」に基づいて設置し、管理運営は公益財団法人おかや文化振興事業団が行う（指定管理者制度）。ホールはコンサートや演劇、公演などの文化芸術振興事業の場として幅広く利用されている。

### これまでのイベント
- 1995年7月18日チャイコフスキー記念東京バレエ団 - 全国縦断公演テーマとヴァリエーション等公演
- 2003年9月18日ホワイトスネイク - 25th Anniversary Tour
- 2003年10月25日宝塚歌劇団 -花組・全国ツアー「琥珀色の雨にぬれて」、「Cocktail -カクテル-」等
- 2005年11月16日ペーター・シュライアー - 引退前のお別れツアーの日本でのラストの地となった
- 2008年7月24日郷ひろみ - HIROMI GO CONCERT TOUR 2008"THE PLACE TO BE"
- 2018年3月11日C;ON - 第28回LCV・カノラ「こどものためのコンサート」2018出演
- 2021年7月15日三浦一馬 - 三浦一馬 東京グランド・ソロイスツ ＆ キンテート ツアー2021
- 2021年11月21日ベリーグッドマン - "必ず何かの天才"TOUR 2021-2022

## 施設・客席数
構造は地上4階、地下1階。
- 敷地面積	33,927平方メートル
- 建築面積	4.358平方メートル
- 延床面積	83.879平方メートル
- 大ホール：1460席[1]
- 小ホール：350席[1]
- リハーサル室
- 第1練習室・第2練習室
- 第1会議室・第2会議室

## 利用情報
- 午前9時から午後10時まで
- 休館日は毎週月曜日、休日の翌日、年末・年始(12月29日～1月3日)

## 交通アクセス
この節の出典:
- JR東日本岡谷駅から徒歩約20分。
- 長野自動車道岡谷ICより車で約10分。
- 岡谷市コミュニティーバス シルキーバス「岡谷市役所前」停留所から徒歩1分。